# لويس دو أنتين
لويس دو أنتين (بالإسبانية: Luis d'Antin)‏ هو متسابق دراجات نارية إسباني. نافس في سباقات بطولة العالم لفئة 250 سي سي ولفئة 125 سي سي ولفئة 50 سي سي. في سنة 1996 حل في المركز السادس في بطولة العالم لفئة 250 سي سي.

## روابط خارجية
- لويس دو أنتين على موقع MotoGP.com (الإنجليزية)